# Euphorbia colubrina
Euphorbia colubrina är en törelväxtart som beskrevs av Peter René Oscar Bally och Susan Carter. Euphorbia colubrina ingår i släktet törlar, och familjen törelväxter. Inga underarter finns listade i Catalogue of Life.